# Thallium(III)-bromid
Thallium(III)-bromid ist eine anorganische chemische Verbindung des Thalliums aus der Gruppe der Bromide.

## Gewinnung und Darstellung
Thallium(III)-bromid-tetrahydrat kann durch Reaktion einer wässrigen Suspension von Thallium(I)-bromid mit Brom bei 30 bis 40 °C gewonnen werden.
{\displaystyle {\ce {TlBr + Br2 + 4H2O -> TlBr3.4H2O}}}

## Eigenschaften
Thallium(III)-bromid kommt nur als Hydrat vor, da das wasserfreie Salz unbeständig ist. Sein Tetrahydrat ist ein schwach gelblich gefärbter Feststoff, der in Form von langen Nadeln vorliegt und in Wasser leicht löslich ist. Er schmilzt bei 40 °C, jedoch beginnt bei 30 °C an Luft Zersetzung in dunkelgelbes Thallium(I,III)-bromid unter Abgabe von Wasser und Brom. Im Vakuum erfolgt dies schon bei Zimmertemperatur. Mit Alkalibromiden bildes es diverse Bromido-Komplexe, wie z. B. das Rb[TlBr4] oder auch das Rb3[TlBr6].

## Verwendung
Lösungen von Thallium(III)-bromid sind starke Oxidationsmittel und werden als solche in der organischen Chemie und Organometallchemie verwendet.